# يون تشي هو
يون تشي هو (بالكورية: 윤치호) (و. 1864 – 1945 م) هو سياسي، ومدرس، وصحفي، وفيلسوف، وكاتب سير ذاتية من كوريا الجنوبية . ولد في مقاطعة تشنغتشونغ الجنوبية .
توفي في مقاطعة غيونغي .

## التعليم
تعلم في جامعة فاندربيلت